# Alessandro Tulli
Alessandro Tulli (Roma, 8 aprile 1982) è un ex calciatore italiano, di ruolo attaccante.

## Carriera

### Club
Cresciuto nelle giovanili dell'Anziolavinio, passa nel 1997 alla Roma, venendo inserito nella rosa che vince lo scudetto 2000-2001 pur senza collezionare nessuna presenza in squadra. A diciannove anni, nell'agosto 2001, passa al L.R. Vicenza, in Serie B, con la formula del prestito. In Veneto, chiuso da Schwoch e Margiotta, gioca complessivamente 8 partite di campionato in maglia biancorossa.
Nella stagione 2002-2003 approda al Livorno, sempre nella serie cadetta. A causa di ripetuti infortuni, tra cui uno particolarmente grave alla spalla sinistra, fa registrare solo 4 presenze ed un gol. L'anno seguente si trasferisce alla Salernitana, ripescata in Serie B: dopo una partenza positiva, con 3 reti nelle prime 6 partite del campionato 2003-2004, chiude il campionato con 29 presenze e 6 reti.
Nell'estate 2004 viene acquistato dalla Triestina, dove colleziona 43 presenze e 9 gol in due stagioni; realizza anche una rete nei playout vinti contro il Vicenza. Alla fine di agosto 2006 la Roma, detentrice del cartellino, lo cede definitivamente al Lecce, appena retrocesso in Serie B. Segna la prima rete con la squadra giallorossa nella vittoriosa trasferta contro l'Arezzo (1-0). Poco impiegato nella stagione 2006-2007, nella prima parte del campionato successivo segna tre gol con la maglia giallo-rossa, tutti nei minuti finali delle gare: a Piacenza, realizzando di testa l'unico gol della partita, decisivo per la vittoria salentina; a Rimini, realizzando il definitivo 2-3 con una rovesciata sugli sviluppi di un calcio d'angolo e nel derby contro il Bari, chiudendo la gara con la rete del 4-0 in favore dei giallorossi allo stadio San Nicola.
Nel gennaio 2008 passa in comproprietà al Piacenza. Fa il suo debutto con la maglia biancorossa il 2 febbraio nella sconfitta per 2-0 in casa del Modena e segna il suo primo gol con i piacentini il 12 febbraio nella sconfitta per 2-1 contro il Bari. Nella stagione successiva non scende mai in campo per un grave infortunio al ginocchio rimediato nel luglio 2008; torna in campo nella stagione 2009-2010, agli ordini prima di Fabrizio Castori e poi di Massimo Ficcadenti. Nel gennaio 2010, dopo la chiusura del mercato, viene messo fuori rosa insieme ai compagni Daniel Wolf e Nicola Silvestri. Alla fine della stagione il Piacenza riscatta alle buste la seconda metà di Tulli, utilizzandolo, tuttavia, solo in rare occasioni durante il campionato successivo, fino a che, nel gennaio 2011, rescinde il contratto con il club emiliano.
Nel marzo 2012 l'attaccante romano firma un contratto fino a fine stagione con il Latina, militante nel campionato di Lega Pro Prima Divisione. Fa il suo debutto con la maglia nerazzurra il 22 aprile nel pareggio per 1-1 in casa del Piacenza, sua ex squadra. Segna la sua prima rete per i laziali il 20 maggio successivo nella vittoria per 2-0 contro la Triestina nella gara di andata dei play-out, contribuendo alla salvezza dei pontini.
A fine stagione rimane svincolato, nonostante questo viene comunque convocato per il ritiro del Latina in attesa di un eventuale tesseramento. Nel mese di agosto viene confermato dai nerazzurri anche per la nuova stagione. Con la maglia nerazzurra vince la Coppa Italia Lega Pro totalizzando due presenze nella manifestazione. Chiude la stagione con 11 presenze e una rete in campionato, più due presenze nei vittoriosi play-off che portano il Latina per la prima volta della sua storia in Serie B.
Svincolato a fine stagione, nel mese di dicembre si accorda con l'Anziolavinio, militante nel girone G di Serie D in cui aveva iniziato la sua carriera calcistica. Fa il suo debutto in campionato con i laziali il 22 dicembre successivo nella partita vinta 1-0 contro il Sora. Segna il suo primo gol nella partita vinta 6-2 contro il Santa Maria delle Mole e si ripete una settimana dopo il 12 gennaio 2014 realizzando una doppietta nella partita vinta per 2-1 in casa del Fondi. Chiude la stagione con 7 reti in 17 presenze. Inizia all'AnzioLavinio anche la stagione successiva, tuttavia dopo 2 reti in 10 presenze, nel mese di dicembre torna in Lega Pro trasferendosi alla Lupa Roma. Fa il suo debutto con i romani il 21 dicembre nella sconfitta per 3-1 in casa dell'Aversa Normanna. Sigla il suo primo gol con i romani l'8 marzo nella vittoria per 3-1 contro la Reggina. Chiude la stagione con 3 reti in 17 presenze. L'anno successivo, al termine del quale la Lupa Roma retrocede dopo i play-out, segna 1 rete in 17 presenze. Rimasto senza squadra, firma con il Flaminia C.C.. Dopo circa un mese, senza essere mai sceso in campo con i viterbesi, viene lasciato libero dalla società.

### Nazionale
Tulli vanta una presenza nella nazionale italiana Under-17 il 17 novembre 1999 nella sconfitta 2-1 contro la Svizzera e una con la nazionale Under-18 il 7 marzo 2001 nella sconfitta per 3-0 contro i Paesi Bassi.

## Statistiche

### Presenze e reti nei club
| Stagione            | Squadra             | Campionato          | Campionato | Campionato | Coppe nazionali | Coppe nazionali | Coppe nazionali | Coppe continentali | Coppe continentali | Coppe continentali | Totale | Totale |
| Stagione            | Squadra             | Comp                | Pres       | Reti       | Comp            | Pres            | Reti            | Comp               | Pres               | Reti               | Pres   | Reti   |
| ------------------- | ------------------- | ------------------- | ---------- | ---------- | --------------- | --------------- | --------------- | ------------------ | ------------------ | ------------------ | ------ | ------ |
| 2000-2001           | Roma                | A                   | 0          | 0          | CI              | 0               | 0               | -                  | -                  | -                  | 0      | 0      |
| 2001-2002           | L.R. Vicenza        | B                   | 8          | 0          | CI              | 0               | 0               | -                  | -                  | -                  | 8      | 0      |
| 2002-2003           | Livorno             | B                   | 4          | 1          | CI              | 3               | 0               | -                  | -                  | -                  | 7      | 1      |
| 2003-2004           | Salernitana         | B                   | 29         | 6          | CI              | 2               | 0               | -                  | -                  | -                  | 31     | 6      |
| 2004-2005           | Triestina           | B                   | 25+2       | 5+1        | CI              | 2               | 2               | -                  | -                  | -                  | 29     | 8      |
| 2005-2006           | Triestina           | B                   | 18         | 4          | CI              | 0               | 0               | -                  | -                  | -                  | 18     | 4      |
| Totale Triestina    | Totale Triestina    | Totale Triestina    | 43+2       | 9+1        |                 | 2               | 2               |                    | -                  | -                  | 47     | 12     |
| 2006-2007           | Lecce               | B                   | 21         | 3          | CI              | 0               | 0               | -                  | -                  | -                  | 21     | 3      |
| 2007-gen. 2008      | Lecce               | B                   | 12         | 3          | CI              | 0               | 0               | -                  | -                  | -                  | 12     | 3      |
| Totale Lecce        | Totale Lecce        | Totale Lecce        | 33         | 6          |                 | 0               | 0               |                    | -                  | -                  | 33     | 6      |
| gen.-giu. 2008      | Piacenza            | B                   | 13         | 2          | CI              | 0               | 0               | -                  | -                  | -                  | 13     | 2      |
| 2008-2009           | Piacenza            | B                   | 0          | 0          | CI              | 0               | 0               | -                  | -                  | -                  | 0      | 0      |
| 2009-2010           | Piacenza            | B                   | 14         | 1          | CI              | 1               | 0               | -                  | -                  | -                  | 15     | 1      |
| 2010-2011           | Piacenza            | B                   | 2          | 0          | CI              | 2               | 0               | -                  | -                  | -                  | 4      | 0      |
| Totale Piacenza     | Totale Piacenza     | Totale Piacenza     | 29         | 3          |                 | 4               | 0               |                    | -                  | -                  | 33     | 3      |
| mar.-giu.2012       | Latina              | PD                  | 1+2        | 0+1        | CI LP           | 0               | 0               | -                  | -                  | -                  | 3      | 1      |
| 2012-2013           | Latina              | PD                  | 11+2       | 1+0        | CI LP           | 2               | 0               | -                  | -                  | -                  | 15     | 1      |
| Totale Latina       | Totale Latina       | Totale Latina       | 12+4       | 1+1        |                 | 2               | 0               |                    | -                  | -                  | 18     | 2      |
| dic. 2013-2014      | Anziolavinio        | D                   | 17         | 7          | -               | -               | -               | -                  | -                  | -                  | 17     | 7      |
| set.-giu. 2014      | Anziolavinio        | D                   | 10         | 2          | CID             | 0               | 0               | -                  | -                  | -                  | 10     | 2      |
| Totale Anziolavinio | Totale Anziolavinio | Totale Anziolavinio | 27         | 9          |                 | 0               | 0               |                    | -                  | -                  | 27     | 9      |
| dic. 2014-2015      | Lupa Roma           | LP                  | 17         | 3          | -               | -               | -               | -                  | -                  | -                  | 17     | 3      |
| 2015-2016           | Lupa Roma           | LP                  | 17         | 1          | CILP            | 0               | 0               | -                  | -                  | -                  | 17     | 1      |
| Totale Lupa Roma    | Totale Lupa Roma    | Totale Lupa Roma    | 34         | 4          |                 | 0               | 0               |                    | -                  | -                  | 34     | 4      |
| lug.-ago. 2016      | Flaminia C.C.       | D                   | 0          | 0          | CID             | 0               | 0               | -                  | -                  | -                  | 0      | 0      |
| Totale              | Totale              | Totale              | 219+6      | 38+2       |                 | 13              | 2               |                    | -                  | -                  | 238    | 42     |

### Cronologia presenze e reti in nazionale
| Cronologia completa delle presenze e delle reti in nazionale ― Italia under 18 | Cronologia completa delle presenze e delle reti in nazionale ― Italia under 18 | Cronologia completa delle presenze e delle reti in nazionale ― Italia under 18 | Cronologia completa delle presenze e delle reti in nazionale ― Italia under 18 | Cronologia completa delle presenze e delle reti in nazionale ― Italia under 18 | Cronologia completa delle presenze e delle reti in nazionale ― Italia under 18 | Cronologia completa delle presenze e delle reti in nazionale ― Italia under 18 | Cronologia completa delle presenze e delle reti in nazionale ― Italia under 18 |
| Data                                                                           | Città                                                                          | In casa                                                                        | Risultato                                                                      | Ospiti                                                                         | Competizione                                                                   | Reti                                                                           | Note                                                                           |
| ------------------------------------------------------------------------------ | ------------------------------------------------------------------------------ | ------------------------------------------------------------------------------ | ------------------------------------------------------------------------------ | ------------------------------------------------------------------------------ | ------------------------------------------------------------------------------ | ------------------------------------------------------------------------------ | ------------------------------------------------------------------------------ |
| 7-3-2001                                                                       | Roosendaal                                                                     | Paesi Bassi under 18                                                           | 3 – 0                                                                          | Italia under 18                                                                | Amichevole                                                                     | -                                                                              | 46’                                                                            |
| Totale                                                                         |                                                                                | Presenze                                                                       | 1                                                                              |                                                                                | Reti                                                                           | 0                                                                              |                                                                                |

## Palmarès

### Club
- Campionato italiano: 1

Roma: 2000-2001
- Coppa Italia Lega Pro: 1

Latina: 2012-2013